# Gnorimimelus
Gnorimimelus is een geslacht van kevers uit de familie bladsprietkevers (Scarabaeidae). Het geslacht werd voor het eerst wetenschappelijk beschreven in 1880 door Kraatz.

## Soorten
- Gnorimimelus batesi (Rutherford, 1879)